# Programmed Data Processor
Programmed Data Processor, förkortat PDP, var en serie av datorer som tillverkades av Digital Equipment Corporation (DEC).

## Datorerna
PDP-1Den första PDP-datorn, en 18-bitars maskin.
PDP-2En design till en 24-bitars maskin som aldrig byggdes.
PDP-3Den första 36-bitars maskinen som DEC designade; den såldes dock aldrig som en produkt. Det enda exemplaret byggdes av en kund (som påstås ha varit en underrättelsetjänst) 1960. Arkitekturen var i princip en PDP-1 fast med 36-bitars ordbredd.
PDP-4Tänkt att vara ett långsammare och billigare alternativ till PDP-1, men blev aldrig framgångsrik. Alla senare 18-bitars maskiner byggde på dess instruktionsuppsättning.
PDP-5DEC:s första 12-bitars maskin. Introducerade den instruktionsuppsättning som sedan användes i PDP-8.
PDP-6en 36-bitars maskin som kunde hantera tidsdelad körning med en väldigt elegant arkitektur. Den ansågs vara en stor minidator eller stordator.
PDP-7Ersatte PDP-4 och var DEC:s första maskin där man använde virade kretskort (wire-wrap). Den första versionen av Unix skrevs för denna maskin.
PDP-812-bitars maskin med väldigt liten instruktionsuppsättning. Denna dator blev DEC:s första stora kommersiella succé. Många köptes av skolor, universitet och laboratorier.
LINC-8En hybrid mellan en LINC och en PDP-8 med två instruktionsuppsättningar. Föregångare till PDP-12.
PDP-9Efterföljare till PDP-7, DEC:s första mikroprogrammerade maskin.
PDP-1036-bitars maskin med tidsdelning. Dess instruktionsuppsättning var en lätt omarbetad version av den för PDP-6.
PDP-11Den ursprungliga minidatorn; en 16-bitars maskin som var en stor framgång för DEC. Detta gällde även LSI-11 som främst var för inbyggda system. Från denna utvecklades 32-bitars VAX-serien, och tidiga VAX-maskiner hade kompatibilitet för PDP-11. Instruktionsuppsättningen har influerat en lång rad processorer från Motorola 68000 till Renesas H8 och Texas Instruments MSP430. PDP-11-familjen var extremt långlivad och genomgick flera olika implementationer och teknologier.
PDP-12efterföljare till LINC-8.
PDP-13Namnet användes aldrig av vidskepliga skäl.
PDP-14En 1-bitars maskin som var tänkt för industrin som en PLC.
PDP-15DEC:s sista 18-bitars maskin. Den enda 18-bitars maskin som designades med TTL-kretsar istället för diskreta transistorer.
PDP-16En "gör-det-själv"-dator med modulär uppbyggnad, tänkt för industriella tillämpningar med mer kapacitet än PDP-14.